# Марія Аделаїда Савойська
Марія Аделаїда Савойська (італ. Maria Adelaide di Savoia-Genova), ( 25 квітня 1904 — 8 лютого 1979) — принцеса із Савойської династії, донька ерцога Генуї Томмазо Савойського та баварської принцеси Ізабелли Марії, дружина Леоне Массімо, п'ятого принца ді Арсолі.

## Біографія
Марія Аделаїда народилась 25 квітня 1904 року в Альє. Вона була другою донькою та п'ятою дитиною в родині герцога Генуї Томмазо Савойського та його дружини Ізабелли Марії Баварської. Дівчинка мала сестру Бону Маргариту та братів Фердинандо, Філіберто та Адальберто. За два роки з'явився молодший — Еудженіо.
У віці 31 року пошлюбилася із 39-річним Леоне Массімо, сином четвертого принца ді Арсолі Камілло Массімо. Весілля відбулося 15 липня 1935 у Сан-Россоре, поблизу Пізи. У подружжя народилося шестеро дітей. У 1943 Леоне став п'ятим принцом ді Арсолі.
Марія Аделаїда пішла з життя у Римі 8 лютого 1979.

## Родина
Чоловік — Леоне Массімо
Діти:
- Ізабелла (нар.1936) — дружина графа Франческо ді Карпенья, має чотирьох дітей;
- Філіпо (нар.1938) — принц ді Арсолі, був двічі одружений, має трьох дітей від обох шлюбів;
- Фердинандо (нар.1940) — одружений з Маресті Савоною, має двох дітей-близнюків;
- Карло (нар.1942) — одружений з Елізою Осоріо де Москосо і де Естранґа, дітей не має;
- Марія Елеонора (нар.1944) — дружина Джузеппе Річчі Параччіані Берґаміні, має єдину доньку;
- Франческо (нар.1946) — одружений з Каміллавеліей Росторі, дітей не має.